# Projection de Goode

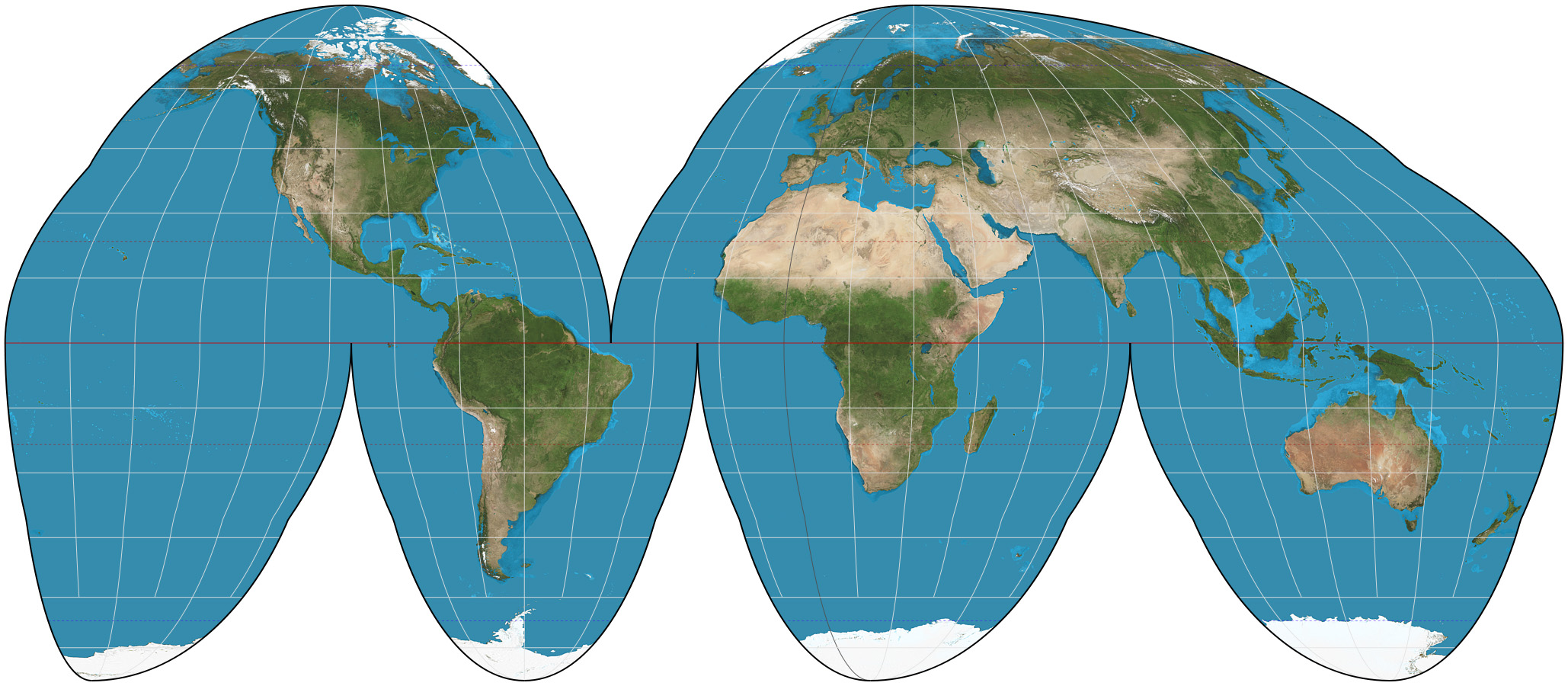
Projection de Goode du monde.

Projection de Goode avec les indicatrices de déformation de Tissot, 15° graticule.

La projection de Goode est une projection cartographique pseudo-cylindrique à aires égales, utilisée notamment pour créer un planisphère. Ses propriétés la rendent utile pour illustrer les distributions spatiales des phénomènes.
La projection a été inventée en 1923 par John Paul Goode (en) afin de fournir une alternative à la projection de Mercator.